# شیفاک دکن
 شیفاک دکن (نام علمی: Propithecus deckenii) نام یک گونه از سرده شیفاک است.

## نگارخانه

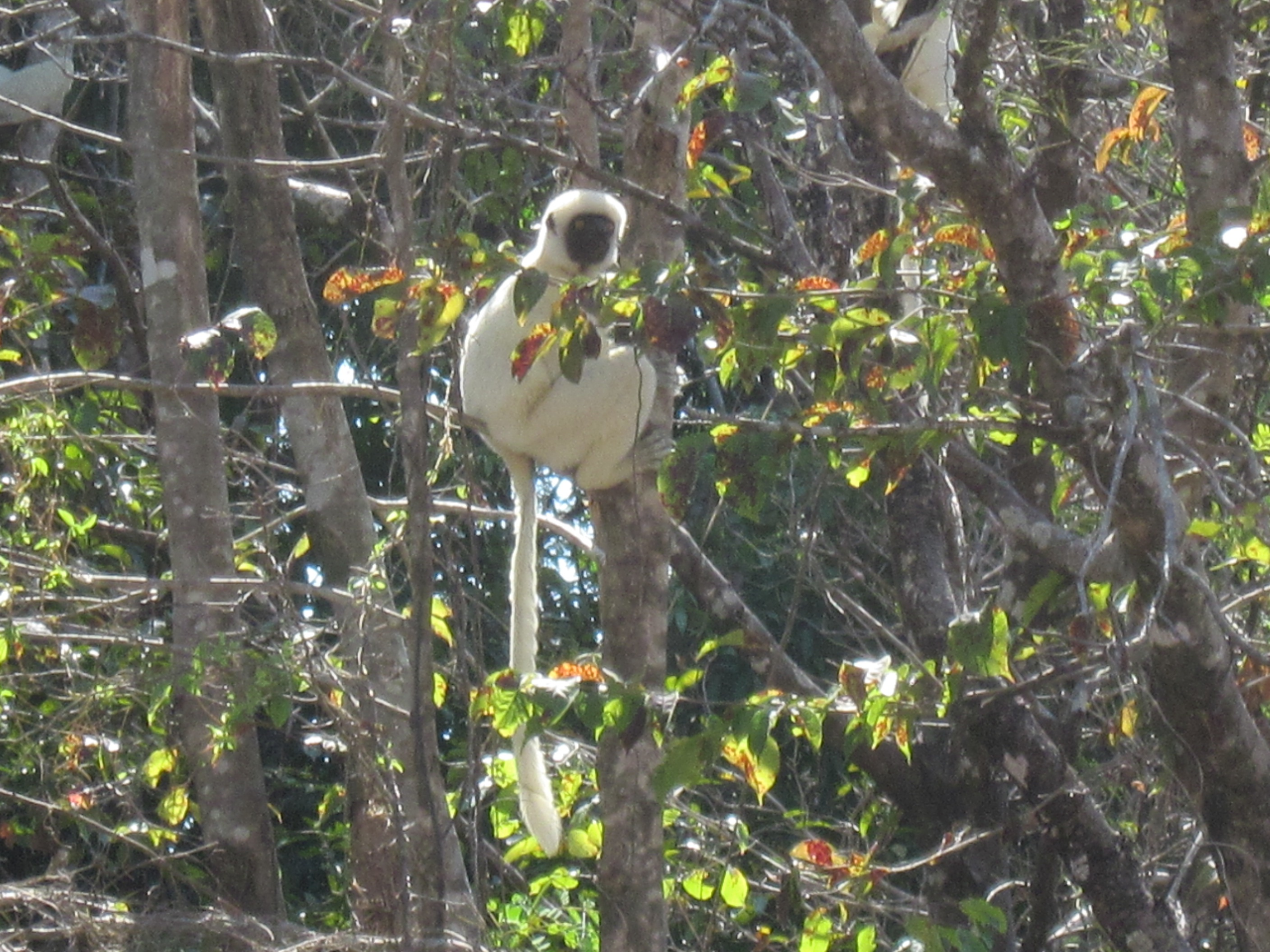
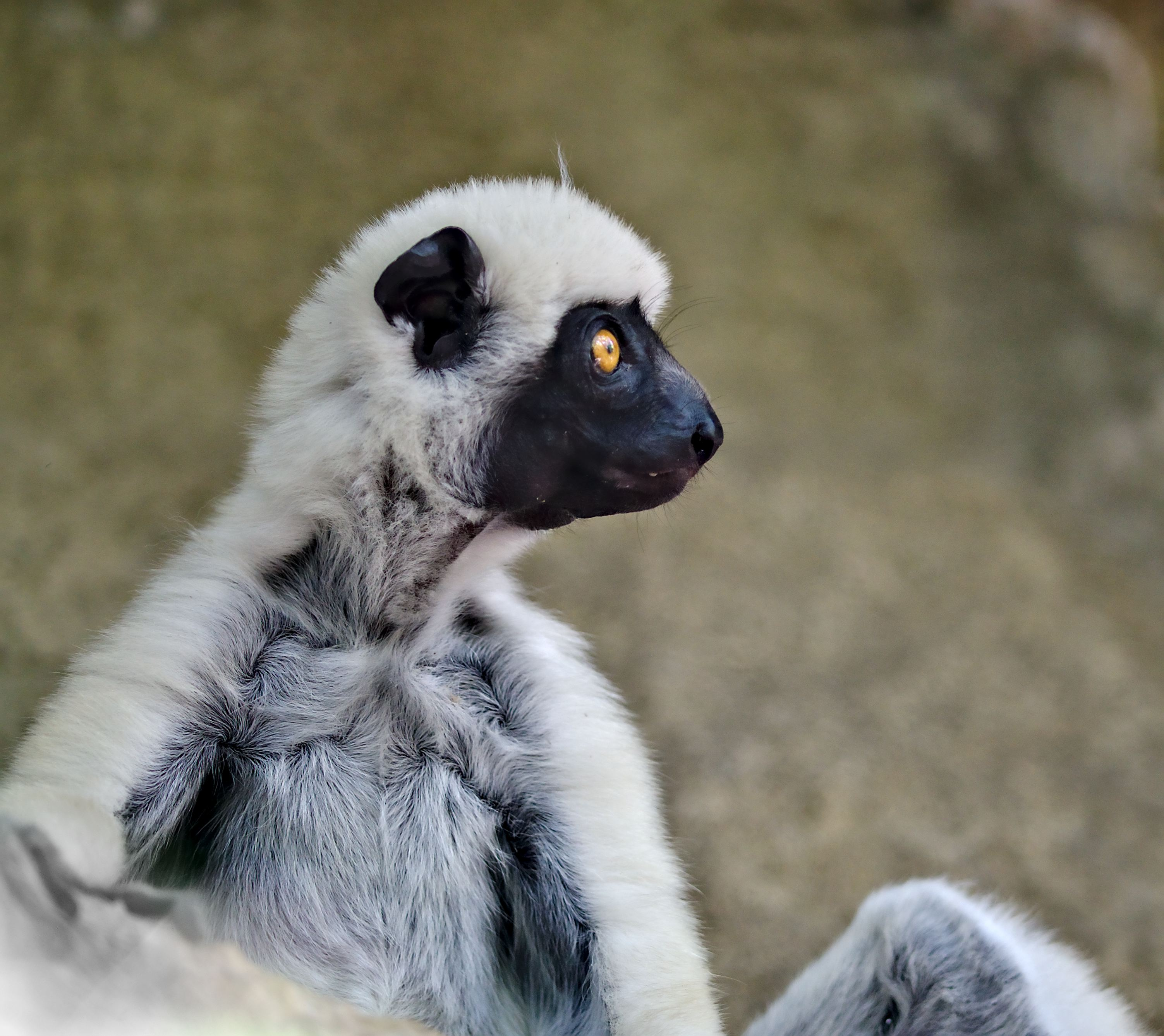
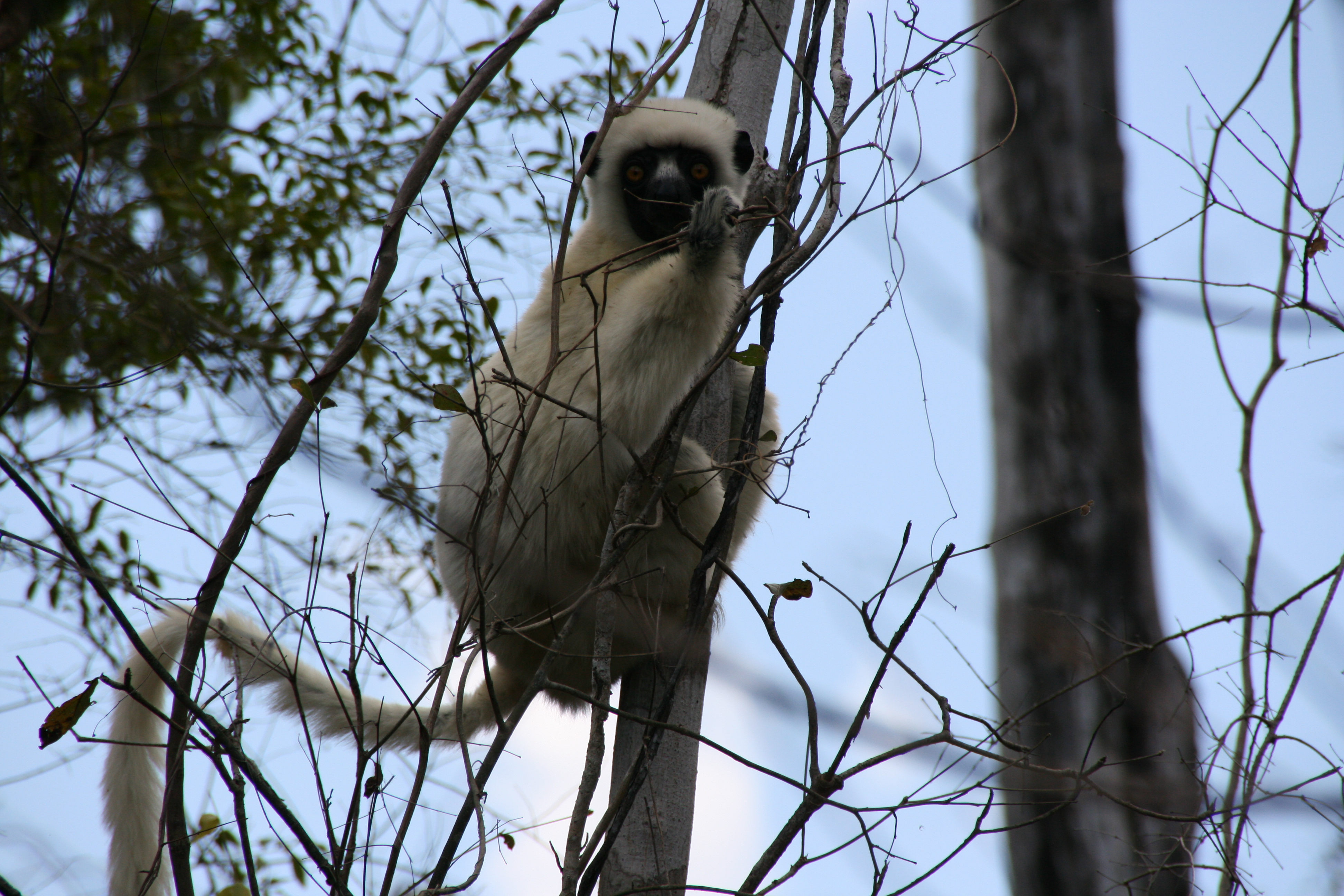